# August Oddvar

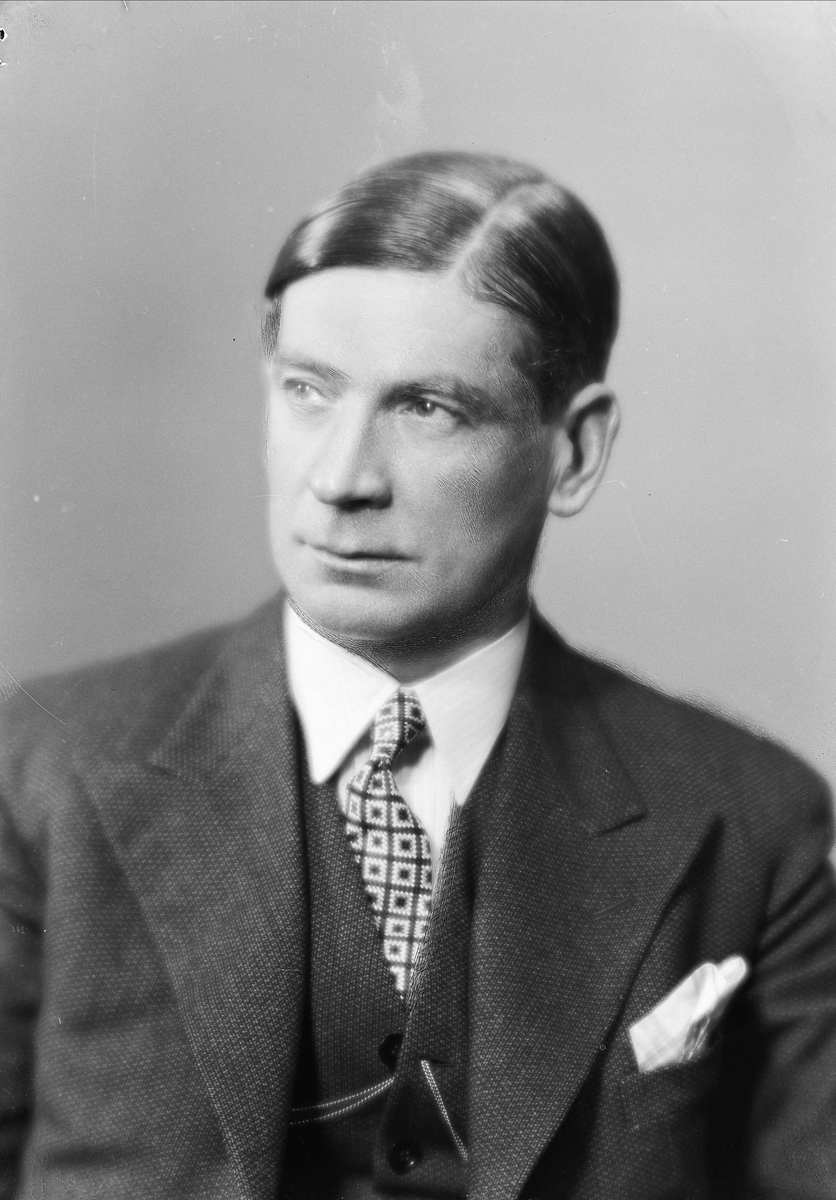
August Oddvar 1933. Foto av Ernest Rude.

August Martinius Oddvar, född 1 augusti 1877 i Kristiania (nuvarande Oslo), död där 17 mars 1964, var en norsk skådespelare.
Oddvar blev under skoltiden intresserad av teater och började på teaterskola för Thora Lundh. Hans skådespelartalang upptäcktes av Bjørn Bjørnson när han medverkade i en elevmatiné på Tivoli. Bjørnson knöt honom till Nationaltheatret som öppnade på hösten 1899. Oddvar var engagerad där under hela sin karriär. Han debuterade i Bjørnstjerne Bjørnsons Sigurd Jorsalfar i september 1899. År 1902 gjorde han sig särskilt bemärkt i rollen som den unge fiskarpojken i Herman Heijermanss Haabet. Han spelade en varierad repertoar och utvecklade en särpräglad spelstil. Han fick störst betydelse i Henrik Ibsen-roller. Från 1904 valdes Oddvar som Johanne Dybwads fasta motspelare. Han avslutade sin karriär 1959 och hade då medverkat i 233 uppsättningar.
August Oddvar mottog Kritikerpriset 1953. Han blev utnämnd till riddare av St. Olavs Orden 1939 och till kommendör 1956. Därtill var han riddare av den isländska Falkeorden.